# Luka Marjanović
Luka Marjanović, hrvaški pedagog, etnolog in pravnik, * 18. oktober 1844, Zavalje, † 8. september 1920, Zagreb.
Marjanović je bil rektor Univerze v Zagrebu v študijskem letu 1889/90 ter profesor na Pravni fakulteti.